# Valentín Gómez
Diego Valentín Gómez (San Miguel, 26 giugno 2003) è un calciatore argentino, difensore del Betis.

## Carriera

### Club
Cresciuto nel settore giovanile del Vélez Sarsfield, il 16 marzo 2021 firma il primo contratto professionistico con il Fortín, di durata biennale. Esordisce in prima squadra il 24 febbraio 2022, nella partita di Copa de la Liga Profesional persa per 2-0 contro l'Huracán; il 6 giugno seguente prolunga il proprio contratto fino al 2024. L'11 luglio segna la prima rete in carriera, in occasione dell'incontro di Primera División perso per 2-1 contro il Colón.
Il 26 luglio 2025 si trasferisce al Real Betis, firmando un contratto valido fino al 2030.

### Nazionale
Nel gennaio del 2023, viene incluso da Javier Mascherano nella rosa della nazionale Under-20 argentina partecipante al campionato sudamericano di categoria in Colombia.
Nel maggio dello stesso anno, è stato convocato per disputare i Mondiali Under-20, organizzati in casa.

## Statistiche

### Presenze e reti nei club
Statistiche aggiornate al 5 aprile 2025.
| Stagione        | Squadra         | Campionato      | Campionato | Campionato | Coppe nazionali | Coppe nazionali | Coppe nazionali | Coppe continentali | Coppe continentali | Coppe continentali | Altre coppe | Altre coppe | Altre coppe | Totale | Totale |
| Stagione        | Squadra         | Comp            | Pres       | Reti       | Comp            | Pres            | Reti            | Comp               | Pres               | Reti               | Comp        | Pres        | Reti        | Pres   | Reti   |
| --------------- | --------------- | --------------- | ---------- | ---------- | --------------- | --------------- | --------------- | ------------------ | ------------------ | ------------------ | ----------- | ----------- | ----------- | ------ | ------ |
| 2022            | Vélez Sarsfield | PD              | 19         | 1          | CA+CdL          | 1+8             | 0               | CL                 | 10                 | 0                  | -           | -           | -           | 38     | 1      |
| 2023            | Vélez Sarsfield | PD              | 15         | 0          | CA+CdL          | 0+14            | 0+1             | -                  | -                  | -                  | -           | -           | -           | 29     | 1      |
| 2024            | Vélez Sarsfield | PD              | 22         | 0          | CA+CdL          | 5+15            | 0+1             | -                  | -                  | -                  | TC          | 1           | 0           | 43     | 1      |
| 2025            | Vélez Sarsfield | PD              | 4          | 0          | CA              | 0               | 0               | CL                 | 1                  | 0                  | SA          | -           | -           | 5      | 0      |
| Totale carriera | Totale carriera | Totale carriera | 60         | 1          |                 | 43              | 2               |                    | 11                 | 0                  |             | 1           | 0           | 115    | 3      |

### Cronologia presenze e reti in nazionale
| Cronologia completa delle presenze e delle reti in nazionale ― Argentina under 20 | Cronologia completa delle presenze e delle reti in nazionale ― Argentina under 20 | Cronologia completa delle presenze e delle reti in nazionale ― Argentina under 20 | Cronologia completa delle presenze e delle reti in nazionale ― Argentina under 20 | Cronologia completa delle presenze e delle reti in nazionale ― Argentina under 20 | Cronologia completa delle presenze e delle reti in nazionale ― Argentina under 20 | Cronologia completa delle presenze e delle reti in nazionale ― Argentina under 20 | Cronologia completa delle presenze e delle reti in nazionale ― Argentina under 20 |
| Data                                                                              | Città                                                                             | In casa                                                                           | Risultato                                                                         | Ospiti                                                                            | Competizione                                                                      | Reti                                                                              | Note                                                                              |
| --------------------------------------------------------------------------------- | --------------------------------------------------------------------------------- | --------------------------------------------------------------------------------- | --------------------------------------------------------------------------------- | --------------------------------------------------------------------------------- | --------------------------------------------------------------------------------- | --------------------------------------------------------------------------------- | --------------------------------------------------------------------------------- |
| 26-3-2022                                                                         | Ezeiza                                                                            | Argentina under 20                                                                | 2 – 2                                                                             | Stati Uniti under 20                                                              | Amichevole                                                                        | -                                                                                 | 70’                                                                               |
| 21-1-2023                                                                         | Cali                                                                              | Paraguay under 20                                                                 | 2 – 1                                                                             | Argentina under 20                                                                | Campionato sudamericano U-20 - 1º turno                                           | -                                                                                 |                                                                                   |
| 24-1-2023                                                                         | Cali                                                                              | Argentina under 20                                                                | 1 – 3                                                                             | Brasile under 20                                                                  | Campionato sudamericano U-20 - 1º turno                                           | -                                                                                 | 45’                                                                               |
| 25-1-2023                                                                         | Cali                                                                              | Argentina under 20                                                                | 1 – 0                                                                             | Perù under 20                                                                     | Campionato sudamericano U-20 - 1º turno                                           | -                                                                                 | 82’                                                                               |
| 28-1-2023                                                                         | Cali                                                                              | Colombia under 20                                                                 | 1 – 0                                                                             | Argentina under 20                                                                | Campionato sudamericano U-20 - 1º turno                                           | -                                                                                 | 67’                                                                               |
| 11-5-2023                                                                         | Buenos Aires                                                                      | Argentina under 20                                                                | 4 – 0                                                                             | Rep. Dominicana under 20                                                          | Amichevole                                                                        | -                                                                                 | 46’                                                                               |
| 15-5-2023                                                                         | Ezeiza                                                                            | Argentina under 20                                                                | 2 – 1                                                                             | Giappone under 20                                                                 | Amichevole                                                                        | -                                                                                 |                                                                                   |
| 20-5-2023                                                                         | Santiago del Estero                                                               | Argentina under 20                                                                | 2 – 1                                                                             | Uzbekistan under 20                                                               | Mondiali Under-20 2023 - 1º turno                                                 | -                                                                                 |                                                                                   |
| 23-5-2023                                                                         | Santiago del Estero                                                               | Argentina under 20                                                                | 3 – 0                                                                             | Guatemala under 20                                                                | Mondiali Under-20 2023 - 1º turno                                                 | -                                                                                 | 73’                                                                               |
| 26-5-2023                                                                         | San Juan                                                                          | Nuova Zelanda under 20                                                            | 0 – 5                                                                             | Argentina under 20                                                                | Mondiali Under-20 2023 - 1º turno                                                 | -                                                                                 | 56’                                                                               |
| 31-5-2023                                                                         | San Juan                                                                          | Argentina under 20                                                                | 0 – 2                                                                             | Nigeria under 20                                                                  | Mondiali Under-20 2023 - Ottavi di finale                                         | -                                                                                 | 90’                                                                               |
| Totale                                                                            |                                                                                   | Presenze                                                                          | 11                                                                                |                                                                                   | Reti                                                                              | 0                                                                                 |                                                                                   |

## Palmarès

### Competizioni nazionali

#### Club
- Campionato argentino: 1

Vélez Sarsfield: 2024
- Supercopa Internacional: 1

Vélez Sarsfield: 2024